# Jour de neige (chanson)
Singles de Elsa
Un roman d'amitié
(1988) À la même heure dans deux ans
(1989)
Pistes de Elsa
Le rôle de sa vie Jamais nous
Jour de neige est une chanson d'Elsa Lunghini sortie en single en octobre 1988. Elle est incluse sur son premier album Elsa.

## Historique
Comme pour les autres chansons du premier album d'Elsa, les paroles sont écrites par Pierre Grosz. La musique est signée Vincent-Marie Bouvot et Georges Lunghini, le père de la chanteuse. À la suite du succès de ses précédents singles, Elsa décide en collaboration avec ses producteurs, de sortir son premier 33 tours Elsa, à l'automne 1988. Pour lancer ce premier opus, les producteurs décident de sortir comme premier extrait Jour de neige, influencés par la belle mélodie ainsi que le thème abordé, en rapport avec la saison proche. C'est aussi la chanson la plus rythmée de l'album. Jusque-là, Elsa n'avait sorti que des ballades et c'est d'ailleurs la raison pour laquelle les producteurs accompagnent le single de versions clubs destinés aux discothèques.
C'est immédiatement un succès. La chanson intègre le Top 50 dès sa première semaine de mise en vente et reste 20 semaines consécutives dans le hit-parade, atteignant la seconde place. En 1990, la chanson a été traduite en italien sous le titre Gli anni miei et en espagnol sous le titre Solo era un sueño, les producteurs voulant conquérir d'autres marchés européens.
Elsa interprète la chanson lors de son concert à l'Olympia en 1990 et pendant la tournée qui l'a suivi. Elle l'a également interprétée lors de son passage au Bataclan en 1997. Lors de la mise en place de son concert à L'Européen en 2005, la chanson avait été envisagée mais ne s'accordant pas avec la setlist, elle fut écartée de la programmation.

## Vidéo-clip
Le clip, réalisé par Bernard Schmitt, montre de jeunes filles dans un pensionnat. La neige tombe à l'extérieur et Elsa n'a qu'une envie : aller se promener dans cette poudreuse fraîche plutôt que de suivre les cours rasoirs du pensionnat.
Il a été tourné en partie dans l'Établissement scolaire des Chassagnes à Oullins, près de Lyon, ainsi que dans les rues de Saint-Symphorien-sur-Coise.

## Accueil commercial
Jour de neige est entré dans le Top 50 à la 12e place du classement du 26 novembre 1988, et est entré dans le top 10 deux semaines plus tard, y restant 14 semaines consécutives, culminant à la 2e place pendant deux semaines non consécutives, étant d'abord bloqué par Pourvu qu'elles soient douces de Mylène Farmer, puis par High de David Hallyday. En 1989, le single a obtenu le statut de disque d'or par le Syndicat national de l'édition phonographique. Dans le classement Eurochart Hot 100 Singles, il débute à la 45e place le 10 décembre 1988 et a atteint la 9e place le 28 janvier 1988. Il atteint la 32e place dans le classement radiophonique European Airplay Top 50, où il s'est classé pendant cinq semaines.

## Supports commerce
| A. | Jour de neige                | 3:59 |
| B. | Jour de neige (Instrumental) | 3:59 |

| A.  | Jour de neige (Megamix Club)                    | 8:02 |
| B1. | Jour de neige (Remix version longue)            | 4:49 |
| B2. | Jour de neige (Remix version instrumentale dub) | 4:32 |

| 1. | Jour de neige (Megamix Club)         | 8:02 |
| 2. | Quelque chose dans mon cœur          | 3:30 |
| 3. | Jour de neige (Remix version longue) | 4:49 |

La chanson figure également sur la compilation Elsa, l'essentiel 1986-1993. Le « megamix club » apparaît sur le maxi-single CD de À la même heure dans deux ans.

## Crédits
- Elsa – chant
- Pierre Grosz – paroles
- Vincent-Marie Bouvot – musique, arrangements, réalisation
- Georges Lunghini – musique, réalisation
- Jean-Philippe Bonichon – mixage
- Raymond Donnez – arrangements
- Bruno Fourrier – assistant de mixage
- Bruno Lambert – ingénieur du son
- Claude Caudron – conception
- Dimitri from Paris – remix
- Nicolas Neidhardt – piano (megamix club)

## Classements et certifications
| Classement (1988–89)          | Meilleure position |
| ----------------------------- | ------------------ |
| Europe (Eurochart Hot 100)    | 9                  |
| France (SNEP)                 | 2                  |
| Québec (Palmarès francophone) | 13                 |

| Classement (1988) | Position |
| ----------------- | -------- |
| France (SNEP)     | 18       |

| Classement (1989)          | Position |
| -------------------------- | -------- |
| Europe (Eurochart Hot 100) | 74       |

### Certification
| Pays                                                             | Certification | Ventes certifiées |
| ---------------------------------------------------------------- | ------------- | ----------------- |
| France (SNEP)                                                    | Or            | 400 000*          |
| *Ventes selon la certification xNon précisé par la certification |               |                   |

## Reprises
Une version en japonais est enregistrée par la chanteuse japonaise Megumi Oishi, intitulée Shiroi tsuitachi (白い一日), sortie en single en 1999,.